# Cửa Nam, Hà Nội
Cửa Nam là một phường nội thành nằm ở trung tâm thành phố Hà Nội, Việt Nam.

## Vị trí địa lý
Phường Cửa Nam có vị trí địa lý:
- Phía Bắc giáp phường Hoàn Kiếm với ranh giới là phố Tràng Tiền - phố Tràng Thi - đường Điện Biên Phủ
- Phía Tây giáp phường Văn Miếu - Quốc Tử Giám và phường Ba Đình với ranh giới là đường Lê Duẩn
- Phía Nam giáp phường Hai Bà Trưng với ranh giới là phố Trần Hưng Đạo - phố Hàn Thuyên - phố Lê Văn Hưu - phố Nguyễn Du
- Phía Đông giáp phường Hồng Hà với ranh giới là đường Vành Đai 1

## Lịch sử
Phường Cửa Nam được thành lập vào năm 1961 với tên gọi là tiểu khu Cửa Nam thuộc khu phố Hoàn Kiếm.
Ngày 3 tháng 1 tháng 1981, đổi tất cả tiểu khu thành phường, khu phố thành quận. Lúc này, phường Cửa Nam thuộc quận Hoàn Kiếm.
Ngày 16 tháng 6 năm 2025, Ủy ban Thường vụ Quốc hội ban hành Nghị quyết số 1656/NQ-UBTVQH15 trong đó về việc sắp xếp toàn bộ diện tích tự nhiên, quy mô dân số của các phường Cửa Nam, Hàng Bài, Phan Chu Trinh, Trần Hưng Đạo (quận Hoàn Kiếm cũ), một phần của các phường Hàng Bông, Hàng Trống, Tràng Tiền (quận Hoàn Kiếm cũ), một phần của các phường Nguyễn Du và Phạm Đình Hổ (quận Hai Bà Trưng cũ) thành phường mới có tên gọi là phường Cửa Nam.

## Địa chỉ trụ sở các cơ quan
- Trụ sở Đảng ủy - HĐND phường: Số 21, phố Bà Triệu, phường Cửa Nam (Địa chỉ cũ: Số 21, phố Bà Triệu, phường Hàng Bài, quận Hoàn Kiểm)
- Trụ sở UBND phường: Số 29, phố Quang Trung, phường Cửa Nam (Địa chỉ cũ: Số 29, phố Quang Trung, phường Trần Hưng Đạo, quận Hoàn Kiếm)
- Trụ sở Ủy ban MTTQ phường: Số 27, phố Lê Thánh Tông, phường Cửa Nam (Địa chỉ cũ: Số 27, phố Lê Thánh Tông, phường Phan Chu Trinh, quận Hoàn Kiếm)

## Các tuyến đường, phố
- Cửa Nam
- Điện Biên Phủ
- Đình Ngang
- Hai Bà Trưng
- Hàng Bông
- Lê Duẩn
- Lý Thường Kiệt
- Nam Ngư
- Nguyễn Du
- Nguyễn Thái Học
- Phan Bội Châu
- Thợ Nhuộm
- Tống Duy Tân
- Tràng Thi
- Trần Hưng Đạo
- Trần Quốc Toản
- Yết Kiêu